# Aphodius rugosiceps
Aphodius rugosiceps is een keversoort uit de familie bladsprietkevers (Scarabaeidae). De wetenschappelijke naam van de soort is voor het eerst geldig gepubliceerd in 1859 door Harold.